# Виборчий округ 75
Виборчий округ 75 — виборчий округ в Запорізькій області. В сучасному вигляді був утворений 28 квітня 2012 постановою ЦВК №82 (до цього моменту існувала інша система виборчих округів). Окружна виборча комісія цього округу розташовується в будівлі районної адміністрації Запорізької міської ради по Дніпровському району за адресою м. Запоріжжя, вул. Бородінська, 1а.
До складу округу входять Дніпровський і Заводський райони міста Запоріжжя. Виборчий округ 75 межує з округом 77 на сході, з округом 76 на півдні та з округом 82 на заході і на півночі. Виборчий округ №75 складається з виборчих дільниць під номерами 230837-230861 та 230917-230971.

## Народні депутати від округу
| Ім'я                      | Фото | Партія               | Скликання | Дата набуття повноважень | Дата припинення повноважень |
| ------------------------- | ---- | -------------------- | --------- | ------------------------ | --------------------------- |
| Кальцев Сергій Федорович  |      | Партія регіонів      | 7-ме      | 12 грудня 2012           | 27 листопада 2014           |
| Артюшенко Ігор Андрійович |      | Блок Петра Порошенка | 8-ме      | 27 листопада 2014        | 29 серпня 2019              |
| Соха Роман Васильович     |      | Слуга народу         | 9-те      | 29 серпня 2019           |                             |

## Результати виборів

### Парламентські

#### 2019
Кандидати-мажоритарники:
- Соха Роман Васильович (Слуга народу)
- Кальцев Сергій Федорович (Опозиційна платформа — За життя)
- Бусько Віктор Михайлович (Опозиційний блок)
- Алентьєв Олександр Сергійович (самовисування)
- Бєлий Микола Іванович (Європейська Солідарність)
- Рябцев Віталій Володимирович (Батьківщина)
- Гришин Ярослав Володимирович (самовисування)
- Савченко Олександра Юріївна (Голос)
- Сірий Дмитро Вікторович (самовисування)
- Ващук Денис Сергійович (Сила людей)
- Серовський Олег Володимирович (самовисування)
- Хобенко Олександр Олександрович (самовисування)

#### 2014
Кандидати-мажоритарники:
- Артюшенко Ігор Андрійович (Блок Петра Порошенка)
- Кальцев Сергій Федорович (самовисування)
- Богуслаєв Олександр Вячеславович (самовисування)
- Рабцун Олександр Іванович (Батьківщина)
- Гургура Костянтин Валентинович (Сильна Україна)
- Синенко Петро Іванович (самовисування)
- Нестеров Сергій Іванович (Правий сектор)
- Колодій Наталія Анатоліївна (самовисування)
- Забара Владислав Володимирович (самовисування)
- Радченко Раїса Сергіївна (Зелена планета)
- Шевченко Володимир Григорович (самовисування)
- Душний Василь Якимович (самовисування)
- Тютюнник Валерій Петрович (самовисування)
- Прядко Олександр Вікторович (Справедливість)
- Барзіон Микола Олексійович (самовисування)
- Грушецький Дмитро Анатолійович (самовисування)
- Лисенко Георгій Григорович (самовисування)

#### 2012
Кандидати-мажоритарники:
- Кальцев Сергій Федорович (Партія регіонів)
- Старух Олександр Васильович (Батьківщина)
- Василенко Богдан Юрійович (УДАР)
- Холодков Микола Петрович (Комуністична партія України)
- Рекалов Геннадій Олександрович (самовисування)
- Дяченко Олександр Васильович (Соціалістична партія України)
- Максимов Володимир Степанович (самовисування)
- Артьоменко Вікторія Вячеславівна (Україна — Вперед!)
- Савчин Богдан Васильович (самовисування)
- Шевченко Євгеній Володимирович (самовисування)
- Хотлубей Василь Григорович (Об'єднані ліві і селяни)
- Анчишкін Артур Леонідович (самовисування)
- Берестецька Віолета Едуардівна (Наша Україна)
- Швець Володимир Станіславович (самовисування)
- Шуманов Дмитро Леонідович (Україна майбутнього)
- Федченко Віктор Іванович (самовисування)
- Петрашин Леонід Григорович (самовисування)

## Явка
Явка виборців на окрузі: